# Pehrforsskalia conopyga
Pehrforsskalia conopyga är en spindelart som beskrevs av Christa L. Deeleman-Reinhold och van Harten 200. Pehrforsskalia conopyga ingår i släktet Pehrforsskalia och familjen dallerspindlar. Inga underarter finns listade i Catalogue of Life.